# Pyrestes rugicollis
Pyrestes rugicollis är en skalbaggsart som beskrevs av Leon Fairmaire 1899. Pyrestes rugicollis ingår i släktet Pyrestes och familjen långhorningar. Inga underarter finns listade i Catalogue of Life.